# 12166 Oliverherrmann
12166 Oliverherrmann è un asteroide della fascia principale. Scoperto nel 1973, presenta un'orbita caratterizzata da un semiasse maggiore pari a 2,6472901 UA e da un'eccentricità di 0,1818772, inclinata di 6,57159° rispetto all'eclittica.